# Speak Now
Speak Now är den amerikanska sångerskan Taylor Swifts tredje studioalbum. Albumet släpptes genom Big Machine Records den 25 oktober 2010 över hela världen, samt den 27 oktober i Sverige. Taylor arbetade med albumet i två år.

## Låtskrivande och inspelning
Taylor Swift skrev alla låtarna på albumet helt själv den här gången. Under en livechatt den 20 juli 2010 sa hon "Jag skrev faktiskt alla låtarna själv för den här skivan. Det hände egentligen inte med avsikt. Det råkade bara...bli så. Liksom, jag fick mina bästa idéer vid tre på natten i Arkansas och då jag hade ingen annan vid min sida och det var då jag blev klar med den." 60% av albumet spelades in i producenten Nathan Chapmans källare.

## Marknadsföring
Taylor framförde låten "Innocent" vid MTV Video Music Awards 2010. Framträdandet blev uppmärksammat eftersom låten är skriven och tillägnad hiphopartisten Kanye West efter incidenten vid 2009 års upplaga av galan då han klev upp på scenen och avbröt Taylors tacktal när hon vunnit priset "Best Female Video".
Några av låtarna släpptes tidigare på Itunes Store för förhandslyssning innan albumet hade getts ut. I Sverige släpptes låtarna följande datum: "Speak Now" den 6 oktober, "Back to December" den 13 oktober, och "Mean" den 20 oktober 2010.

## Låtlista
Låtlistan bekräftades på Taylor Swifts officiella webbplats den 22 september 2010. Alla låtar är skrivna av Taylor själv. Hon har förklarat att "varje låt är ett erkännande till en person".
| Nr  | Titel               | Längd |
| --- | ------------------- | ----- |
| 1.  | Mine                | 3:50  |
| 2.  | Sparks Fly          | 4:20  |
| 3.  | Back to December    | 4:53  |
| 4.  | Speak Now           | 4:00  |
| 5.  | Dear John           | 6:43  |
| 6.  | Mean                | 3:57  |
| 7.  | The Story of Us     | 4:25  |
| 8.  | Never Grow Up       | 4:50  |
| 9.  | Enchanted           | 5:52  |
| 10. | Better Than Revenge | 3:37  |
| 11. | Innocent            | 5:02  |
| 12. | Haunted             | 4:02  |
| 13. | Last Kiss           | 6:07  |
| 14. | Long Live           | 5:18  |

| 1.  | Ours                                  | 3:58 |
| 2.  | If This Was a Movie                   | 3:54 |
| 3.  | Superman                              | 4:36 |
| 4.  | Back to December (Acoustic version)   | 4:52 |
| 5.  | Haunted (Acoustic version)            | 3:37 |
| 6.  | Mine (US Version)                     | 3:51 |
| 7.  | Back to December (US Version)         | 4:53 |
| 8.  | The Story of Us (US Version)          | 4:27 |
| 9.  | Mine (Music Video: Behind The Scenes) |      |
| 10. | Mine (Music Video)                    |      |

| 1. | Ours                                  | 3:58 |
| 2. | If This Was a Movie                   | 3:54 |
| 3. | Superman                              | 4:36 |
| 4. | Back to December (Acoustic Version)   | 4:52 |
| 5. | Haunted (Acoustic Version)            | 3:37 |
| 6. | Mine (Pop Version)                    | 3:51 |
| 7. | Mine (Music Video: Behind The Scenes) |      |
| 8. | Mine (music video)                    |      |

## Listplaceringar
| Lista (2010)                    | Topplacering |
| ------------------------------- | ------------ |
| Australiska albumlistan         | 1            |
| Belgiska albumlistan            | 18           |
| Brasilianska albumlistan        | 6            |
| Brittiska albumlistan           | 6            |
| Danska albumlistan              | 26           |
| Franska albumlistan             | 39           |
| Grekiska albumlistan            | 17           |
| Irländska albumlistan           | 6            |
| Italienska albumlistan          | 18           |
| Kanadensiska albumlistan        | 1            |
| Mexikanska albumlistan          | 8            |
| Nederländska albumlistan        | 17           |
| Norska albumlistan              | 4            |
| Nya Zeelands albumlista         | 1            |
| Schweiziska albumlistan         | 17           |
| Spanska albumlistan             | 10           |
| Svenska albumlistan             | 18           |
| Tyska albumlistan               | 15           |
| US Billboard 200                | 1            |
| US Billboard Top Country Albums | 1            |
| Österrikiska albumlistan        | 16           |

### Certifikat
| Land           | Certifikat |
| -------------- | ---------- |
| Australien     | 3x Platina |
| Filippinerna   | Platina    |
| Irland         | Guld       |
| Japan          | Guld       |
| Kanada         | 3x Platina |
| Nya Zeeland    | Platina    |
| Storbritannien | Guld       |
| USA            | 3x Platina |

### Albumlistor vid årsskiftet
| Lista (2010)                     | Position |
| -------------------------------- | -------- |
| USA Billboard 200                | 9        |
| USA Billboard Top Country Albums | 3        |

## Utgivningshistorik
| Region      | Datum           | Format                  |
| ----------- | --------------- | ----------------------- |
| Irland      | 25 oktober 2010 | Digital nedladdning, CD |
| USA         | 25 oktober 2010 | Digital nedladdning, CD |
| Sverige     | 27 oktober 2010 | Digital nedladdning, CD |
| Nya Zeeland | 27 oktober 2010 | Digital nedladdning, CD |
| Australien  | 29 oktober 2010 | Digital nedladdning, CD |